# المدينة (لقنت)
بلدية المُدَينة (بالإسبانية: Almudaina) هي بلدية تقع في مقاطعة لقنت التابعة لمنطقة بلنسية شرق إسبانيا.

## الديموغرافيا
بلغ عدد سكان بلدية المُدَينة 131 نسمة عام 2011 (وفقاً للمعهد الوطني الإسباني للإحصاء).
| 125 | 111 | 113 | 116 | 127 | 129 | 131 |